# Carlo Genè
Carlo Genè (Torino, 16 aprile 1836 – Stresa, 6 dicembre 1890) è stato un generale italiano, primo comandante superiore delle truppe italiane in Africa. Fu sostituito nel comando da Tancredi Saletta dopo l'esito negativo della battaglia di Dogali.

## Biografia
Nacque a Torino il 16 aprile 1836 figlio di Giuseppe e di Teresa Melchioni. Entrato nel 1851 come allievo nella Regia Accademia Militare di Artiglieria e Genio di Torino, ne uscì nel 1856 con il grado di sottotenente assegnato al genio militare..  Prestò inizialmente servizio nello Stato maggiore dell'arma del genio, e nel 1858 fu trasferito con il grado di tenente nel 1º Reggimento zappatori. L'anno successivo prese parte alla guerra contro l'Impero austro-ungarico, meritando una menzione onorevole (Medaglia di bronzo al valor militare) "per essersi distinto ne' lavori sotto Peschiera".
Alla fine del 1859 venne promosso capitano, divenendo maggiore nel 1863, e partecipando nel 1866 alla terza guerra d'indipendenza, che portò all'annessione del Veneto al Regno d'Italia. Durante tale conflitto fu decorato con la Croce di Cavaliere dell'Ordine militare di Savoia per i lavori di preparazione condotti durante l'attacco a Borgoforte (5-17 luglio 1866).
Per i sei anni seguenti prestò servizio nello Stato maggiore del genio e poi al Ministero della Guerra, passando nel 1873, con il grado di tenente colonnello, nel Corpo di stato maggiore. Divenuto colonnello nel 1876, tra il 1878 e il 1880 e ricoprì l'incarico di Capo di stato maggiore del VI Corpo d'armata e poi di comandante del 6º Reggimento bersaglieri che mantenne fino al 1881.
Assunto il comando della Brigata Regina e, promosso maggior generale il 17 novembre 1883, divenne direttore dell'Istituto Geografico Militare di Firenze, per assumere poi l'incarico di comandante superiore delle truppe italiane in Africa in sostituzione del colonnello Tancredi Saletta.
Eseguendo le istruzioni ricevute dal Ministero degli Esteri il 6 novembre, appena arrivò a Massaua il 12 dello stesso mese, assunse l'amministrazione militare della Colonia, rimuovendo e rimpatriando tutti i funzionari civili ed i militari <egiziani. I 2 dicembre annunciò alla popolazione di Massaua l'avvenuto passaggio dei poteri civili e militari, ma nel mese di giugno del 1886 sorsero i primi contrasti con Ras Alula, governatore dell'Hamasien, in merito alla presenza di irregolari al servizio italiano a Saati. I rapporti italo-abissini peggiorarono a partire dal massacro della missione esplorativa del conte Gian Pietro Porro, avvenuto il 9 aprile 1886 a Gildessa, sulla via che conduceva da Zeila ad Harrar.
Nel novembre 1886, in seguito al ripetersi delle razzie degli armati abissini contro le tribù che avevano giurato fedeltà all'Italia, egli ordinò l'occupazione del villaggio di Ua-à, sito sullo sbocco della valle di Haddos, nel territorio lasciato dagli egiziani e poi dagli inglesi agli abissini. Questo fatto portò Ras Alula a portarsi a Ghinda con un forte nucleo di armati, e nel contempo a lanciare, il 10 gennaio 1887, un ultimatum agli italiani invitandoli ad abbandonare subito le posizioni di Saati e Ua-à.
Non lasciandosi impressionare, a metà del gennaio 1887 iniziò a rinforzare i presidi minacciati, inviando per la prima volta a Saati anche alcuni reparti nazionali in aggiunta ai sei buluk di irregolari indigeni. Il 25 gennaio Ras Alula attaccò il forte di Saati, ma dopo circa tre ore di intenso combattimento gli abissini vennero respinti con forti perdite, in parte causate dal fuoco dei due pezzi d'artiglieria. A corto di viveri e munizioni il maggiore Boretti richiese l'inviò di rinforzi dal forte di Moncullo, e da lì partì una colonna di soldati al comando del tenente colonnello Tommaso De Cristoforis che venne intercettata nei pressi di Dogali dall'esercito abissino. Dopo un furioso combattimento durato cinque ore la colonna italiana fu annientata, ma anche gli abissini subirono forti perdite che impressionarono fortemente Ras Alula. 
Per qualche tempo si temette che Ras Alula attaccasse Massaua, e in considerazione di ciò i presidi di Saati e Ua-à furono abbandonati e si iniziò ad organizzare, con l'aiuto della Regia Marina, la difesa della capitale della colonia. L'attacco non avvenne e furono così intavolate trattative diplomatiche con Ras Alula che portarono alla liberazione della missione Salimbeni in cambio della fornitura degli 800-1.000 fucili che gli abissini avevano regolarmente acquistato in Europa e si trovavano bloccati a Massaua e l'estradizione di alcuni suoi sudditi rifugiatisi in territorio controllato dagli italiani. Nel mese di marzo l'accordo preso fu rispettato, ma la consegna dei fucili fu sufficiente al governo italiano per decidere di sostituirlo il 18 marzo con Tancredi Saletta, e trasferito al comando della Brigata Basilicata.
Una volta rientrato in Patria, prima di raggiungere il suo nuovo comando, fu sottoposto al giudizio di una commissione d'inchiesta composta da quattro generali per l'accertamento di eventuali responsabilità nella consegna dei fucili. Scagionato all'accusa ritornò in Eritrea qualche mese dopo, per assumere il comando della I Brigata in forza alla spedizione militare comandata dal generale Alessandro Asinari di San Marzano che portò alla riconquista di Saati. Decorato con una Medaglia di bronzo al valor militare e promosso tenente generale il 24 settembre 1888,  una volta ritornato in Italia assunse il comando della 24ª Divisione militare di Messina. Lasciò tale incarico dopo circa un anno per ritirarsi a vita privata, spegnendosi a Stresa il 6 dicembre 1890.

### Annotazioni
1. ↑  Che a quel tempo ricopriva l'incarico di professore di zoologia presso l'università di Torino.
2. ↑  In una informativa inviata al Ministro degli Esteri Carlo Felice Nicolis di Robilant il 30 giugno 1886 il Genè lo informo di come aveva provveduto a riorganizzare i "Basci-buzuk", cioè gli irregolari indigeni passati dal servizio egiziano a quello italiano, suddividendoli in due "orde", articolate a loro volta in "buluk". Un'orda, quella interna, era sta adibita a vari compiti militari e di polizia a Massaua; l'altra, quella esterna, era addetta ai presidi minori, così come due distaccamenti speciali.
3. ↑  Verso la fine del gennaio 1886 una missione diplomatica, condotta dal generale Giorgio Pozzolini, era sbarcata a Massaua e doveva recarsi presso l'imperatore Johannes IV al fine di rassicurare il Negus sulle intenzioni italiane. Per una serie di equivoci e di questioni procedurali dovute alla partenza dell'imperatore per una campagna di guerra, la missione diplomatica, rinviata ufficialmente sine die nel mese di aprile, non si svolse mai, e questo fatto contribuì all'aggravamento della diffidenza degli abissini sulle reali intenzioni del governo italiano.
4. ↑  Situato a circa 40 km a sud di Massaua.
5. ↑  Situata a circa 60 km a ovest di Massaua.
6. ↑  Si trattava di due compagnie di fanteria e una sezione d'artiglieria da montagna agli ordini del maggiore Giovanni Boretti.
7. ↑  La missione italiana diretta dal conte Augusto Salimbeni e composta da due ingegneri, che i realtà erano due ufficiali, il maggiore Federico Piano e il tenente Tancredi Brascorens di Savoiroux fu trattenuta in ostaggio da Ras Alula all'Asmara il quale, una volta certo che gli ingegneri erano anche dei militari, minacciò di uccidere gli ostaggi nel caso non fossero state sgomberati entro pochi giorni il presidio di Saati e le altre località successivamente occupate. Genè non si lasciò intimorire dalla minaccia, anzi la ignorò, e proseguì nel suo tentativo di rinforzare i presidi italiani che sfociò nel combattimento di Dogali.
8. ↑  La durissima lettera di destituzione preparata dal Ministero della Guerra fu sostituita da una versione più leggera preparata dal Ministero degli Esteri.
9. ↑  Tale unità era composta dal 1º e dal 2º Reggimento Cacciatori d'Africa, una batteria da montagna e quattro buluk indigeni.

### Fonti
1. ↑  Zazzaro 2005, p. 57.
2. 1 2 3 4 5 6  Dizionario Biografico degli Italiani, GENÈ, Carlo.
3. 1 2 3 4  Gooch 2014, p. 19.
4. 1 2 3 4 5  Vento 2010, p. 80.
5. ↑  Regio Decreto 6 ottobre 1885.
6. ↑  Vento 2010, p. 79.
7. 1 2  Zazzaro 2005, p. 58.
8. 1 2 3 4 5 6  Zazzaro 2005, p. 59.
9. 1 2  Zazzaro 2005, p. 60.
10. ↑  Zazzaro 2005, p. 61.
11. ↑  Gooch 2014, p. 20.